# Mônaco nos Jogos Olímpicos de Verão de 1952
Mônaco participou dos Jogos Olímpicos de Verão de 1952 em Helsinque, Finlândia. Não ganhou medalhas.